# الظاهر حكيم
الظاهر حكيم (بالإنجليزية: Az-Zahir Hakim)‏ (و. 1977  م) هو لاعب كرة قدم أمريكية أمريكي، ولد في لوس أنجلوس، مركز لعبه هو مستقبل واسع ‏.

## التعليم
تعلم في جامعة سان دييغو الحكومية
.